# 後灣站
後灣站（英語：Back Bay Station），是一個位處美國麻省波士頓後灣的鐵路車站。原車站在1880年啟用，初名為「哥倫布大道站」（英語：Columbus Avenue Station），1899年改為現稱。
截至2025年，後灣站使用於1987年落成啟用的第三代候車大樓，由卡爾曼、米金奈和伍德建築師事務所負責設計，取代於1928年啟用，由紐約、紐哈芬和哈特福鐵路公司建造之第二代候車大樓。
雖然波士顿南站才是波士頓的主要鐵路樞紐，但由於其地理位置靠近市区，後灣站仍然擁有龐大的客源。所有前往波士頓南站或在波士頓南站開出的美鐵列車均會停靠後灣站。除美鐵外，四條波士頓通勤鐵路路線和波士頓地鐵橙線亦停靠後灣站。

## 歷史

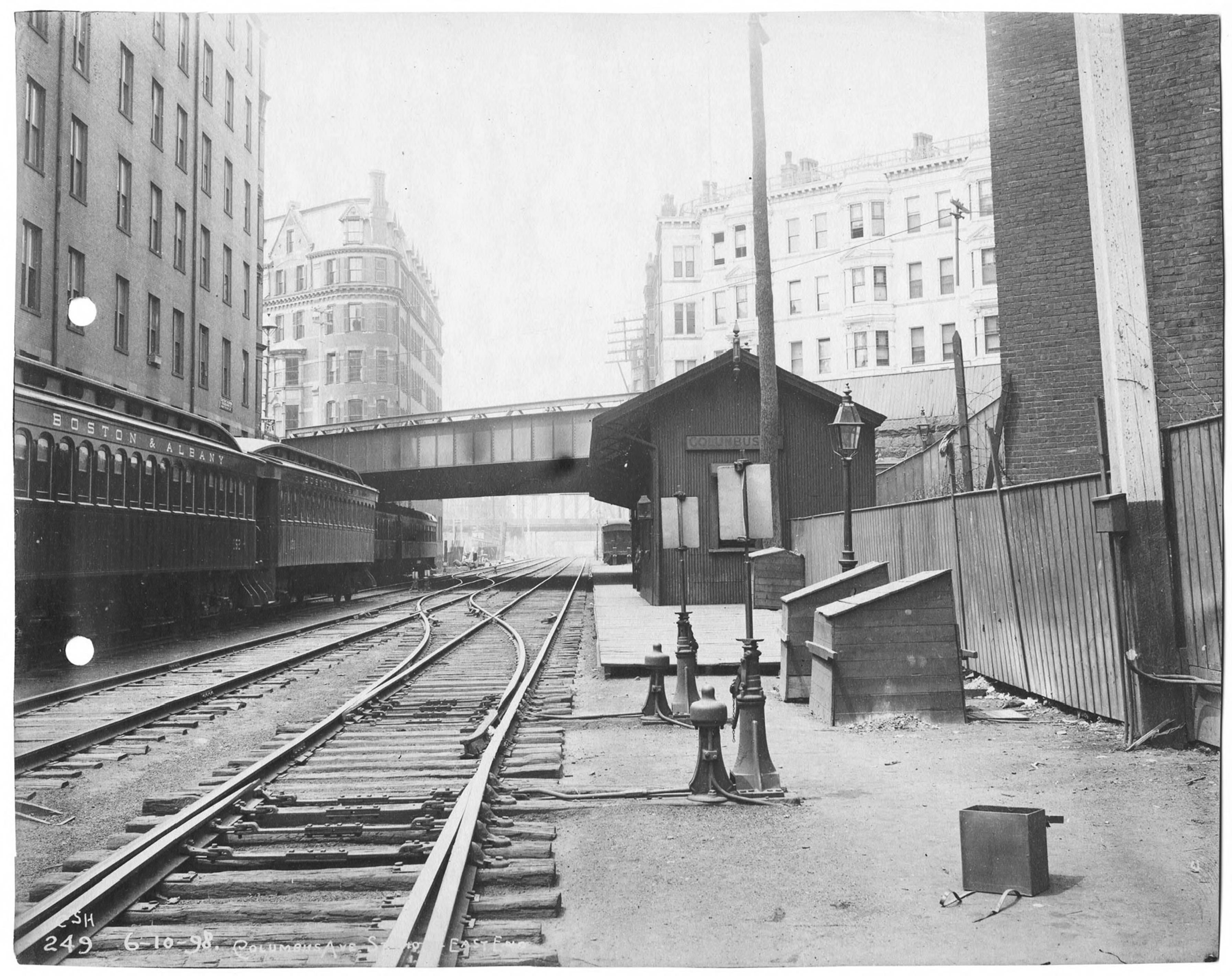
1898年的哥倫布大道站

1880年，波士頓及奧爾巴尼鐵路公司在現後灣站附近建立「哥倫布大道站」，以服務在後灣新發展區的居民。1899年，紐約、紐哈芬和哈特福鐵路公司聯同紐約及新英格蘭鐵路公司和波士頓及奧爾巴尼鐵路公司成立波士頓總站公司以建立一個供三間公司使用的聯合車站（即後來的波士顿南站）以取代當時使用的四個總站。而紐約、紐哈芬和哈特福鐵路公司亦在哥倫布大道站附近設立後灣站以與哥倫布大道站競爭，並建設第一代候車大樓。翌年，波士頓及奧爾巴尼鐵路公司決定關閉哥倫布大道站，由西行站三一廣場站和東行站亨廷顿大道站取代。
1987年，作為波士頓地鐵橙線西南走廊一部份的後灣站第三代候車大樓由時任麻薩諸塞州州長迈克尔·杜卡基斯主持揭幕，並取代於1928年啟用的第二代候車大樓。然而，第二代候車大樓的遺跡仍可在車站中找到。第三代候車大樓座落於达特茅斯街和克拉伦登街之間，並設有达特茅斯街行人隧道連接候車大樓及鄰近的大型購物商場科普利商場。
1990年，一列北行普罗维登斯／斯陶登線通勤鐵路列車與另一列北行美鐵夜鷹列車在後灣站以西相撞，造成453人受傷，但無人死亡。

### 私有化及改建工程
2014年，波士頓地產與麻省政府就後灣站及其停車場的上空所有權展開談判，以換取車站的管理權和完成2500萬美元的改建工程。相近的私有化計劃亦曾在波士頓北站和波士頓南站實施，但並沒有地產商參與。2014年末，波士頓地產與麻省政府達成協議，改建預算增至3200萬美元。2015年8月，因零售空間租金被低估，麻省灣交通局給予波士頓地產補償，並同意注資在原協議以外的伸縮縫維修工程。
波士頓地產在2015年12月向波士頓重建局（今波士頓規劃和發展機構）申請改建後灣站。對車站的規劃和發展則在2016年3月發佈。車站改建工程包括重建舊有建築、重置橙線入口、擴展大堂等候區、翻新洗手間、改善通風、在大堂周圍增加零售空間等。改建工程預計在2017年待波士頓重建局批准後開始。

## 車站構造
| G  | 地面                   | 出入口、等候室及售票機                                                 |
| B1 | 5道                    | 湖畔特快和 弗雷明汉/伍斯特线                                           |
| B1 | 島式月台，左／右側開門 |                                                                        |
| B1 | 7道                    | 湖畔特快和 弗雷明汉/伍斯特线                                           |
| B1 | 南行                   | 往森林山方向（马萨诸塞大道）                                           |
| B1 | 島式月台，左側開門     |                                                                        |
| B1 | 北行                   | 往橡树林方向 （塔夫茨医疗中心）                                        |
| B1 | 3道                    | 阿西樂特快、東北區域號和 尼德姆线 、 普罗维登斯/斯托顿线 、 富兰克林线 |
| B1 | 島式月台，左／右側開門 |                                                                        |
| B1 | 1道                    | 阿西樂特快、東北區域號和 尼德姆线 、 普罗维登斯/斯托顿线 、 富兰克林线 |
| B1 | 2道                    | 阿西樂特快、東北區域號和 尼德姆线 、 普罗维登斯/斯托顿线 、 富兰克林线 |
| B1 | 側式月台，左／右側開門 |                                                                        |

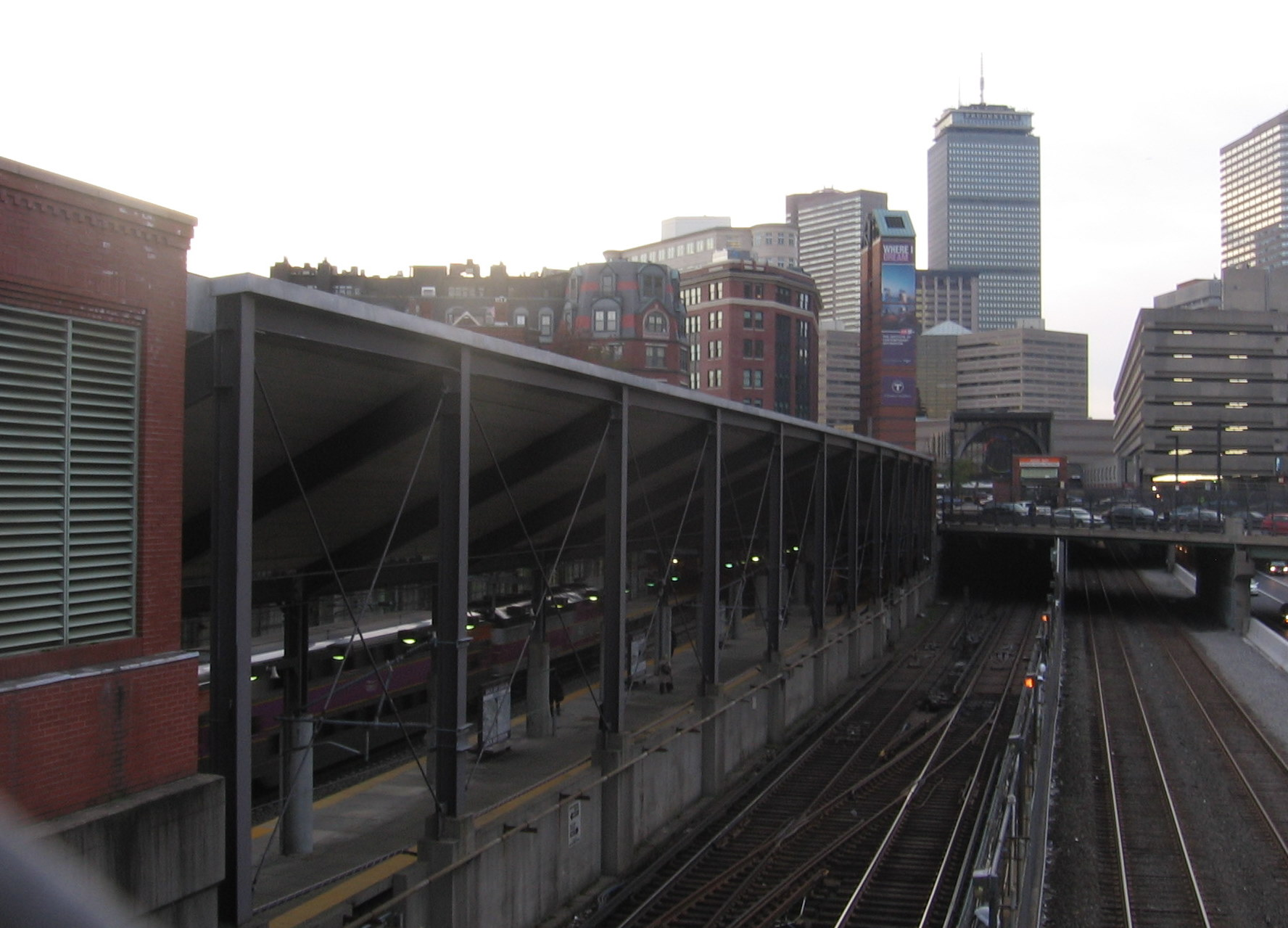
從柏克萊街天橋向西望後灣站，由左至右分別是2號月台、1號月台、3號月台、橙線月台、5號月台和7號月台

後灣站設有5個供美鐵及通勤鐵路使用的月台。其中2號月台、1號月台和3號月台（由南至北）供阿西樂特快、東北區域號、尼德罕線、普罗维登斯／斯陶登線和弗蘭克林線使用。而5號月台和7號月台則供湖岸有限公司號和弗萊明罕／伍斯特線使用。而地鐵橙線的月台則位處3號月台和7號月台之間。
後灣站可供殘疾人士使用，2號月台、1號月台和3號月台高度與列車等同，而5號月台和7號月台有一段高度與列車等同。而全部月台均設有升降機往返大堂。
美鐵往緬因州波特蘭的下東者號並非在波士頓南站開出，而是在波士頓北站開出，而從波士頓南站下車要先往市中心十字站轉車，故美鐵建議由阿西樂特快、東北區域號或湖岸有限公司號經波士頓轉乘下東者號的乘客在後灣站轉乘地鐵橙線前往波士頓北站。
候車大樓在達特茅斯街和克拉伦登街之間，但美鐵／通勤鐵路月台設有緊急出口通往達特茅斯街、克拉伦登街和哥倫布大道。達特茅斯街隧道連接候車大樓和科普利商場，但因商場基本翻新工程而曾在2016年3月6日至2017年6月1日間封閉。

## 爭議

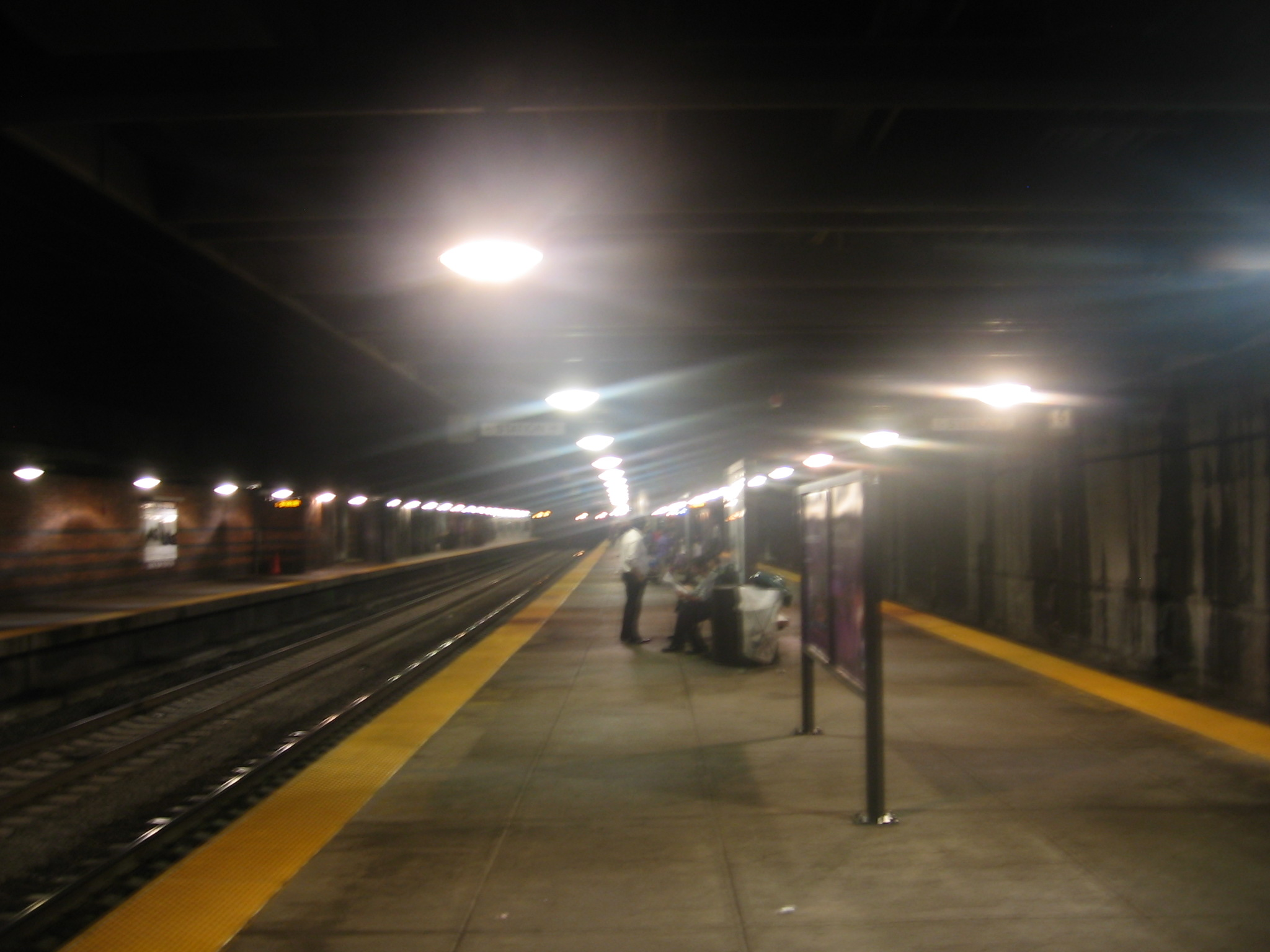
空氣質素差之下的後灣站

後灣站的空氣質素一直為人詬病。根據2006年和2008年的研究顯示，由於通勤鐵路列車燃燒柴油，以及後灣站站體被屏蔽的關係，後灣站的空氣質素遠低於空氣質素水平多倍。而早期的研究顯示，由於沒有空氣質素的固定標準，導致後灣站的一氧化碳、甲醛、懸浮粒子和氧化物水平均高。在2010年前，麻薩諸塞灣交通局就此事曾作出調整班次、檢查列車引擎等行動，但曾表明因財政理由，不會升級車站的通風系統。
2010年，馬薩諸塞灣交通局決定根據2009年美國復蘇與再投資法案撥出300萬美元改善大堂的通風設備，並預計2012年完成。雖然馬薩諸塞灣交通局強調後灣站的空氣質素不存在健康威脅，但據波士頓非牟利研究組織「清新空氣工作組」的一名科學家表示，「月台存在著我檢測各地空氣質素以來最差的空氣質素，乘客和在後灣站工作的員工已經投訴後灣站的空氣質素」。
2014年10月8日，基於空氣質素問題，美鐵撤走位於後灣站的客戶服務中心和售票處，直至另行通知。美鐵曾在2015年重派職員進駐，但自2016年10月1日起重新撤離。
由麻省交通部和波士頓地產注資1000萬美元進行的通風工程在2016年招標，並在2017年動工。有關工程將改善月台的通風，並增設空氣門以防止廢氣湧入大堂。

## 外部連結
- 馬薩諸塞灣交通局—後灣站 （页面存档备份，存于）（英文）